# いきいきワイド とさ情報市
『いきいきワイド とさ情報市』（いきいきワイド とさじょうほういち）は、かつてNHK高知放送局が制作し、高知県向けに放送していた夕方の情報番組・報道番組。

## 概要
放送枠は平日の17:10 - 19:00で、前半17時台には地域情報番組として県内で活躍する人物を取り上げる「いまとさチャレンジャー」を放送。2006年には、大河ドラマ『功名が辻』に因んだ関連情報を取り上げていた。18時台は県内ニュース番組で、その日一日の県内の動き、記者解説、経済情報、南海地震防災メモなどによって構成されていた。
立ち上げ当初は18時台のみで、『6時です とさ情報市』というタイトルだった。その後、17時台の『てれごじ。KOCHI』を吸収して2時間のワイド番組となった。
しかし2006年3月、『ゆうどきネットワーク』前半部のネット開始に伴い、17時台後半も再放送枠となったために番組は終了し、高知放送局は17時台の地域情報番組制作から撤退。同局は現在当該時間帯は『午後LIVE ニュースーン・第3部』をフルネットしており、その後は18時台のみに再縮小した『こうちいちばん』を放送している。